# Rušev graben, Pišnica
Rušev graben je hudourniški gorski potok, ki črpa vode iz zahodnih ostenij gora Rušica (2075 m), Kurji vrh (1762 m) in Stržič (1876 m). Kot desni pritok se pridruži potoku Velika Pišnica, ki se nato pri umetnem jezeru Jasna v Krajnski gori združi s potokom Mala Pišnica. Od tod tečeta pod skupnim imenom Pišnica, ki se po dobrem kilometru toka kot desni pritok izliva v Savo Dolinko.